# 笹久保
笹久保（ささくぼ）は、埼玉県さいたま市岩槻区の大字。関連大字である笹久保新田（ささくぼしんでん）についても扱う。郵便番号は笹久保が339-0034、笹久保新田が339-0035。

## 地理
さいたま市岩槻区南部の大宮台地（岩槻支台）やその周辺の沖積平野に位置する。綾瀬川左岸沿いの区境に近い西側に笹久保新田、その東側に笹久保が隣接している。
笹久保では雑木林や農耕地などの自然の中に住宅地や民間地が混在する。笹久保新田では綾瀬川の自然堤防上に集落が見られ、東北自動車道沿いには倉庫などの民間地があるが、主に周囲が開けた農作地として利用されている。
かつて、目白大学岩槻キャンパスの南側の笹久保新田の地区内に武州鉄道が敷設されていたため、航空写真などから線路の痕跡が道路や南北に細長い民間地となっている様子が見て取れる。

## 歴史
もとは江戸期より存在した武蔵国埼玉郡岩槻領に属する笹久保村であった。笹久保は篠窪や笹窪とも記される。古くは永承年間（1046年 - 1052年）ごろは大和田と称されていた。笹久保新田は1686年（貞享3年）は笹久保村のうちであったが、元禄年間（1688年から1704年）までに笹久保村より笹久保新田が分村する。
- 笹久保村、笹久保新田ともにはじめは岩槻藩領、1756年（宝暦6年）より幕府領となる[6]。
- 幕末の時点では埼玉郡に属し、明治初年の『旧高旧領取調帳』の記載によると、笹久保村は幕府領（代官・大竹左馬太郎支配所）。笹久保新田は幕府領（代官・大竹左馬太郎支配所）および芝山小兵衛の知行[8]。
- 1868年（慶応4年）6月19日 - 幕府領が武蔵知県事・山田政則（忍藩士）の管轄となる。
- 1869年（明治2年） 
  - 1月13日 - 武蔵知県事・宮原忠英の管轄区域に大宮県を設置。県庁は東京府馬喰町に置かれる。
  - 9月29日 - 県庁が浦和に置かれ浦和県に改称。
  - 12月2日 - 旗本領が上知され、浦和県の管轄となる（府藩県三治制も参照）。
- 1871年（明治4年）11月13日 - 第1次府県統合により埼玉県の管轄となる。

- 1879年（明治12年）3月17日 - 郡区町村編制法により成立した南埼玉郡に属す。郡役所は岩槻町に設置。
- 1886年（明治19年）4月 - 飯塚村に所在した飯塚学校が笹久保村に移転し、笹久保学校（現・さいたま市立和土小学校）と改称する[9]。
- 1888年（明治21年）4月 - 笹久保学校が黒谷村に移転する。
- 1889年（明治22年）4月1日 - 町村制施行に平行して黒谷、飯塚、笹久保、木曽良、村国、南下新井、笹久保新田の6箇村1新田が合併し、和土村が成立。和土村の大字笹久保および笹久保新田となる[6]。
- 1947年（昭和22年）4月1日 - 大字笹久保に新和村立新和中学校（現・さいたま市立城南中学校）が開校する。
- 1954年（昭和29年）
  - 5月3日 - 和土村が岩槻町・新和村・川通村・柏崎村・河合村・慈恩寺村と合併し、岩槻町が成立[10]。岩槻町の大字となる。
  - 7月1日 - 岩槻町が市制施行し、岩槻市となる[10]。岩槻市の大字となる。
- 1970年（昭和45年）3月 - 大字笹久保新田の西部を通る国道122号の岩槻鳩ヶ谷バイパスが建設され、開通する。
- 1972年（昭和47年）11月13日 - 大字笹久保新田の西部を通る東北自動車道が建設され、開通する。
- 2005年（平成17年）4月1日 - 岩槻市がさいたま市と合併し、さいたま市岩槻区の大字となる。

## 世帯数と人口
2017年（平成29年）10月1日現在の世帯数と人口は以下の通りである。
| 大字       | 世帯数  | 人口    |
| ---------- | ------- | ------- |
| 笹久保     | 433世帯 | 955人   |
| 笹久保新田 | 192世帯 | 472人   |
| 計         | 625世帯 | 1,427人 |

## 小・中学校の学区
市立小・中学校に通う場合、学区（校区）は以下の通りとなる。
| 大字       | 番地                          | 小学校                 | 中学校                 |
| ---------- | ----------------------------- | ---------------------- | ---------------------- |
| 笹久保     | 1番地2 - 1番地9 3番地2 4番地4 | さいたま市立新和小学校 | さいたま市立城南中学校 |
| 笹久保     | その他                        | さいたま市立和土小学校 | さいたま市立城南中学校 |
| 笹久保新田 | 全域                          | さいたま市立和土小学校 | さいたま市立城南中学校 |

## 交通

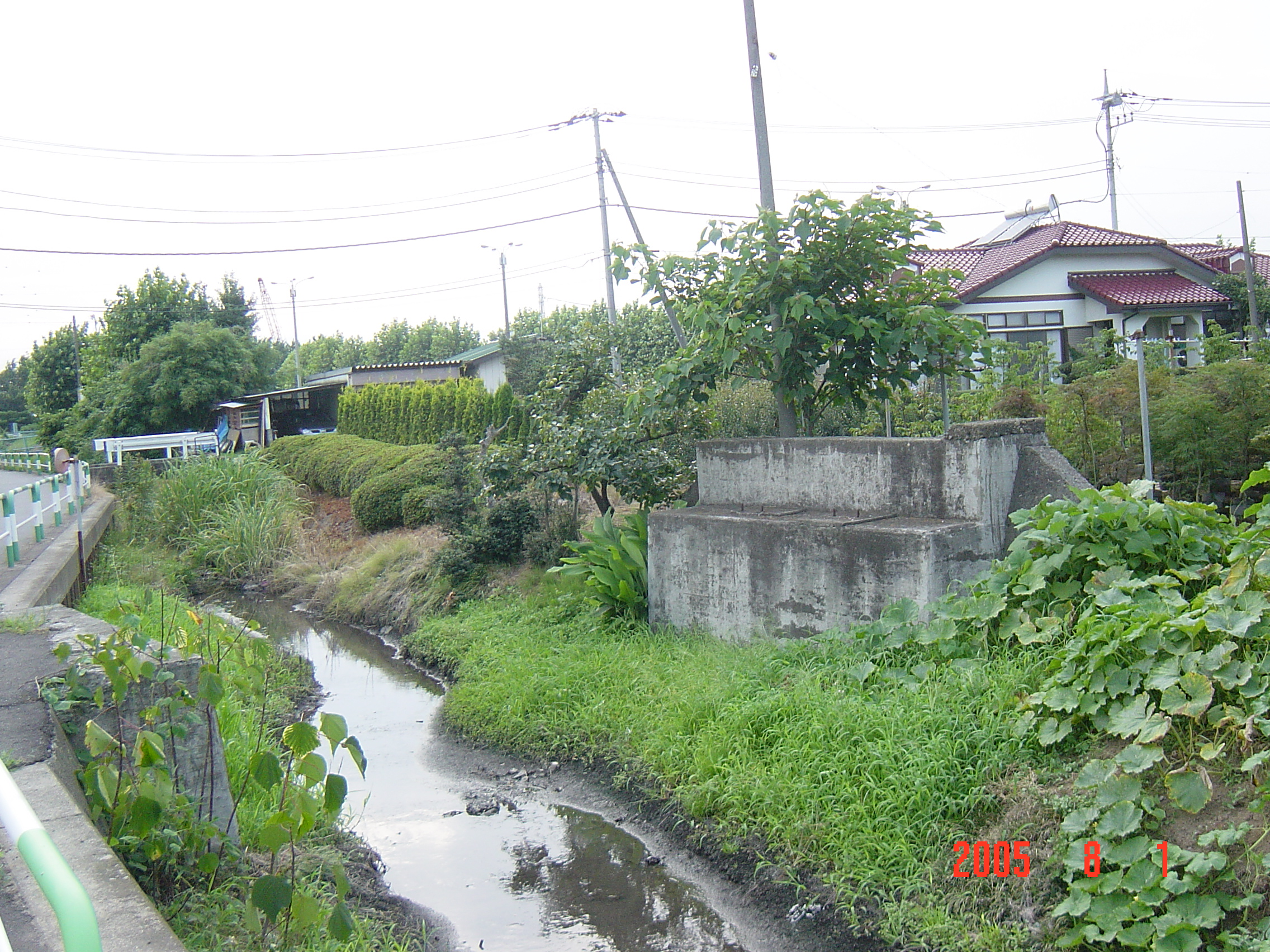
伝右川の武州鉄道の遺構。向かって右側が笹久保新田方面。周辺の開発により2013年頃に撤去されている。

鉄道は敷設されていない。1キロほど南に浦和美園駅がある。かつては武州鉄道の笹久保駅が開設されていた。

### 道路
笹久保
- 埼玉県道214号新方須賀さいたま線
- 埼玉県道324号蒲生岩槻線

笹久保新田
- 東北自動車道
- 国道122号
- 埼玉県道214号新方須賀さいたま線

## 施設
笹久保
- さいたま市立城南中学校
- さいたま市消防局岩槻消防署笹久保出張所
- 岩槻和土郵便局
- 市営笹久保住宅[5]
- 観音院
- 篠岡八幡大神社（笹久保八幡神社）
- 八幡神社こども広場

笹久保新田
- 宝蔵寺
- 地蔵院
- 浅間神社
- 天満宮
- 笹久保新田公民館

## 関連文献
- 「笹久保村 笹久保新田」『新編武蔵風土記稿』 巻ノ203埼玉郡ノ5、内務省地理局、1884年6月。NDLJP:764008/5。